# NGC 5968
NGC 5968 (другие обозначения — ESO 450-5, MCG -5-37-1, IRAS15368-3023, PGC 55738) — галактика в созвездии Волк.
Этот объект входит в число перечисленных в оригинальной редакции «Нового общего каталога».
В галактике вспыхнула сверхновая SN 2012el типа Ia, её пиковая видимая звездная величина составила 17,2.